# Bitva o Wana
Bitva o město Wana probíhala mezi 16. a 23. březnem 2004 mezi pákistánskými bezpečnostními složkami a povstalci v severopákistánské provincii Jižní Vazíristán. Boj probíhal v několika osadách v okolí města, ve kterých se mělo nacházet kolem 500 ozbrojenců. Mezi nimi mělo být i několik významných představitelů teroristické sítě Al-Káida včetně zástupce Usámy bin Ládina Ajmána Zavahrí.

## Boj
K prvnímu střetu s povstalci došlo 16. března 2004. O dva dny později se pákistánské armádě podařilo oblast obklíčit, přičemž podle vyjádření armádních představitelů měl být mezi obklíčení povstalci i "významný cíl". Nicméně přítomnost Zavahrího pákistánské ani americké zdroje nepotvrdily. Následovala série intenzivních srážek, ale pákistánská armáda se pokaždé s těžkými ztrátami stáhla.
Pákistánská armáda během průzkumu oblasti objevila síť tunelů směřujících do sousedního Afghánistánu. 20. března pákistánští vojáci hlásili kontakt s unikajícím "cizincem", přičemž podle některých zdrojů mohlo jít o představitele al-Káidy.
23. března se armádě podařilo obsadit všechny opěrné body povstalců. Boje si vyžádaly vysoký počet obětí na obou stranách. Pákistánská armáda ztratila v boji 49 vojáků a dalších 33 bylo zraněno. 11 vojáků padlo do zajetí. Propuštěni byli 28. března. Povstalci ztratili 55 mužů a 149 jich padlo do zajetí.